# Papilio maraho
Papilio maraho је врста лептира из породице једрилаца (лат. Papilionidae).

## Распрострањење
Кина је једино познато природно станиште врсте.

## Станиште
Врста Papilio maraho има станиште на копну.

## Угроженост
Ова врста је на нижем степену опасности од изумирања, и сматра се скоро угроженим таксоном.